# صموئيل غانيت
صموئيل غانيت (بالإنجليزية: Samuel Gannett) هو جغرافي أمريكي، ولد في 10 فبراير 1862 في أوغوستا في الولايات المتحدة، وتوفي في 5 أغسطس 1939 في واشنطن العاصمة في الولايات المتحدة.